# Winter World University Games 2025/Teilnehmer (Chile)
| Gelbes Symbol für Goldmedaillen mit stilisierten Olympischen Ringen | Graues Symbol für Silbermedaillen mit stilisierten Olympischen Ringen | Braundes Symbol für Bronzemedaillen mit stilisierten Olympischen Ringen |
| ------------------------------------------------------------------- | --------------------------------------------------------------------- | ----------------------------------------------------------------------- |
| 1                                                                   | 1                                                                     | —                                                                       |

Chile nahm mit 6 Athleten (5 Männer und 1 Frau) an den Winter World University Games 2025 in Turin teil.

## Medaillen

### Medaillenspiegel
| Rang   | Sportart       | Gold | Silber | Bronze | Gesamt |
| ------ | -------------- | ---- | ------ | ------ | ------ |
| 1      | Para Ski Alpin | 1    | 1      | —      | 2      |
| Gesamt | Gesamt         | 1    | 1      | 0      | 2      |

### Medaillengewinner
| Name/n            | Sportart       | Wettkampf              |
| ----------------- | -------------- | ---------------------- |
| Gold              |                |                        |
| Nicolás Bisquertt | Para Ski Alpin | Super-G (Sitzend)      |
| Silber            |                |                        |
| Nicolás Bisquertt | Para Ski Alpin | Riesenslalom (Sitzend) |

## Teilnehmer nach Sportarten

### Para Ski Alpin
| Athleten          | Wettbewerbe            | 1. Lauf     | 1. Lauf | 2. Lauf     | 2. Lauf | Gesamt      | Gesamt |
| Athleten          | Wettbewerbe            | Zeit        | Rang    | Zeit        | Rang    | Zeit        | Rang   |
| ----------------- | ---------------------- | ----------- | ------- | ----------- | ------- | ----------- | ------ |
| Männer            |                        |             |         |             |         |             |        |
| Nicolás Bisquertt | Super-G (Sitzend)      | —           | —       | —           | —       | 1:09,54 min | Gold   |
| Nicolás Bisquertt | Riesenslalom (Sitzend) | 1:13,48 min | 2       | 1:10,64 min | 1       | 2:24,12 min | Silber |

### Ski Alpin
| Athleten          | Wettbewerbe        | 1. Lauf     | 1. Lauf | 2. Lauf       | 2. Lauf       | Gesamt      | Gesamt |
| Athleten          | Wettbewerbe        | Zeit        | Rang    | Zeit          | Rang          | Zeit        | Rang   |
| ----------------- | ------------------ | ----------- | ------- | ------------- | ------------- | ----------- | ------ |
| Frauen            |                    |             |         |               |               |             |        |
| Matilde Schwencke | Super-G            | —           | —       | —             | —             | 1:05,19 min | 18     |
| Matilde Schwencke | Riesenslalom       | DNF         | DNF     | ausgeschieden | ausgeschieden | DNF         | DNF    |
| Matilde Schwencke | Slalom             | 42,73 s     | 35      | 41,63 s       | 31            | 1:24,36 min | 32     |
| Matilde Schwencke | Alpine Kombination | 1:04,71 min | 23      | 53,50 s       | 14            | 1:58,21 min | 19     |
| Männer            |                    |             |         |               |               |             |        |
| Manuel Horwitz    | Super-G            | —           | —       | —             | —             | 59,88 s     | 22     |
| Manuel Horwitz    | Riesenslalom       | 1:04,42 min | 49      | 1:05,74 min   | 47            | 2:10,16 min | 45     |
| Manuel Horwitz    | Slalom             | DNF         | DNF     | ausgeschieden | ausgeschieden | DNF         | DNF    |
| Manuel Horwitz    | Alpine Kombination | DNF         | DNF     | ausgeschieden | ausgeschieden | DNF         | DNF    |
| Victor Puente     | Super-G            | —           | —       | —             | —             | 1:03,54 min | 42     |
| Victor Puente     | Riesenslalom       | 1:04,34 min | 47      | 1:05,36 min   | 44            | 2:09,70 min | 43     |
| Victor Puente     | Slalom             | DNF         | DNF     | ausgeschieden | ausgeschieden | DNF         | DNF    |
| Victor Puente     | Alpine Kombination | 1:03,63 min | 44      | 45,67 s       | 46            | 1:49,30 min | 47     |

### Skilanglauf
| Athleten      | Wettbewerbe                 | Zeit        | Rang |
| ------------- | --------------------------- | ----------- | ---- |
| Männer        |                             |             |      |
| Tomás León    | 10 km Freistil              | 34:38,3 min | 95   |
| Tomás León    | 20 km Massenstart klassisch | 1:23:51,2 h | 63   |
| Juan Uberuaga | 10 km Freistil              | 37:41,4 min | 96   |